# Festuca livida
Festuca livida là một loài thực vật có hoa trong họ Hòa thảo. Loài này được (Kunth) Willd. ex Spreng. mô tả khoa học đầu tiên năm 1824.